# Speedway Grand Prix 2009
Speedway Grand Prix 2009 kördes över 11 omgångar, och innebar Jason Crumps tredje titel. Tomasz Gollob tog sitt andra silver i karriären, men den stora överraskningen var den ryske nykomlingen Emil Sajfutdinovs framfart. Sajfutdinov vann redan i sin debut, och tog ytterligare två segrar under säsongen på sin väg mot tredjeplatsen. Regerande mästaren Nicki Pedersen kunde inte upprepa sina titlar från 2007 och 2008, utan hade ett skadefyllt år blandat med många tveksamma domslut emot sig.

## Deltagande förare
| Nr | Förare           | Ålder |
| -- | ---------------- | ----- |
| 1  | Nicki Pedersen   | 32    |
| 2  | Jason Crump      | 34    |
| 3  | Tomasz Gollob    | 38    |
| 4  | Greg Hancock     | 39    |
| 5  | Hans N. Andersen | 29    |
| 6  | Leigh Adams      | 39    |
| 7  | Andreas Jonsson  | 29    |
| 8  | Rune Holta       | 36    |
| 9  | Scott Nicholls   | 31    |
| 10 | Fredrik Lindgren | 24    |
| 11 | Chris Harris     | 27    |
| 12 | Kenneth Bjerre   | 25    |
| 13 | Grzegorz Walasek | 33    |
| 14 | Sebastian Ułamek | 34    |
| 15 | Emil Saifutdinov | 20    |

Förutom dessa förare kör ett wildcard från arrangörslandet i samband med varje tävling. Vraje tävling har också två banreserver som hoppar in i händelse av skador. Om en förare missar en tävling, utses en tillfällig ersättare av arrangören.

## Delsegrare
| Datum        | Stad       | Vinnare          |
| ------------ | ---------- | ---------------- |
| 25 april     | Prag       | Emil Sajfutdinov |
| 9 maj        | Leszno     | Jason Crump      |
| 30 maj       | Göteborg   | Emil Sajfutdinov |
| 13 juni      | Köpenhamn  | Jason Crump      |
| 27 juni      | Cardiff    | Jason Crump      |
| 1 augusti    | Daugavpils | Greg Hancock     |
| 15 augusti   | Målilla    | Tomasz Gollob    |
| 29 augusti   | Vojens     | Andreas Jonsson  |
| 12 september | Krško      | Emil Sajfutdinov |
| 26 september | Terenzano  | Tomasz Gollob    |
| 17 oktober   | Bydgoszcz  | Nicki Pedersen   |

## Slutställning
| Plats | Förare           | Poäng |
| ----- | ---------------- | ----- |
| 1     | Jason Crump      | 159   |
| 2     | Tomasz Gollob    | 144   |
| 3     | Emil Sajfutdinov | 138   |
| 4     | Greg Hancock     | 121   |
| 5     | Andreas Jonsson  | 116   |
| 6     | Nicki Pedersen   | 110   |
| 7     | Rune Holta       | 99    |
| 8     | Kenneth Bjerre   | 98    |
| 9     | Fredrik Lindgren | 95    |
| 10    | Hans Andersen    | 91    |
| 11    | Leigh Adams      | 81    |
| 12    | Sebastian Ułamek | 75    |